# Simone Antonini
Pour les articles homonymes, voir Antonini.
Simone Antonini (né le 12 février 1991 à Empoli en Toscane) est un coureur cycliste italien.

## Biographie
En 2008, Simone Antonini remporte le Trofeo Guido Dorigo. L'année suivante, il s'impose sur le Giro della Lunigiana, une course par étapes de niveau international. Il termine également quatrième du championnat d'Italie du contre-la-montre juniors et neuvième du Tour de Toscane juniors (moins de 19 ans). Durant l'été, il représente l'Italie lors des championnats d'Europe et des championnats du monde juniors.
De 2011 à 2013, il brille dans le calendrier amateur italien, avec deux notamment deux victoires sur la course Pistoia-Fiorano. Il rejoint ensuite la formation continentale italienne Marchiol Emisfero en 2014. Bon grimpeur, il remporte le Tour du Frioul-Vénétie julienne,. Ses bons résultats lui permettent de rejoindre équipe continentale professionnelle Wanty-Groupe Gobert en 2015.

## Palmarès
- 2008
  - Trofeo Guido Dorigo
- 2009
  - Classement général du Giro della Lunigiana
  - 3e de la Coppa Pietro Linari
- 2011
  - Pistoia-Fiorano
- 2012
  - Pistoia-Fiorano
  - Giro del Trasimeno
  - 2e du Trofeo Città di Lastra a Signa
- 2014
  - Tour du Frioul-Vénétie julienne :
    - Classement général
    - 1rea étape (contre-la-montre par équipes)

## Classements mondiaux
| Année           | 2014 | 2015 | 2016   | 2017   |
| --------------- | ---- | ---- | ------ | ------ |
| UCI Asia Tour   |      |      | 506e   |        |
| UCI Europe Tour | 213e |      | 1 024e | 1 157e |

## Distinctions
- Mémorial Gastone Nencini (révélation italienne de l'année) : 2009